# Samantha Cameron
Samantha Gwendoline Cameron (de soltera Sheffield,Londres, 18 de abril de 1971), es una empresaria británica. Hasta el 13 de mayo del 2010, fue directora creativa de Smythson of Bond Street. Es cónyuge de David Cameron, exprimer ministro británico desde el 2010 al 2016.

## Biografía
Samantha Cameron nació en Paddington, Londres, es la hija mayor de Sir Reginald Sheffield, octavo barón y Annabel Lucy Veronica Jones. Sir Reginald y Annabel se casaron el 11 de noviembre de 1969. La pareja se divorció en 1974 y Annabel se volvió a casar más tarde con William Waldorf Astor III, sobrino de su propio padrastro Michael Langhorne Astor, con quien tuvo tres hijos más. Su padre también tuvo tres hijos más con su segunda esposa, Victoria Penelope Walker.
Creció en la finca de 300 acres (120 hectáreas) de Normanby Hall, cinco millas (8,0 km) al norte de Scunthorpe en el norte de Lincolnshire, aunque no en el mismo lugar, la familia se mudó en 1963, unos ocho años antes de su nacimiento.
Samantha Cameron es bisnieta del parlamentario conservador Sir Berkeley Sheffield y, a través de él, es prima lejana de la modelo y actriz Cara Delevingne. El padre de la abuela materna de Samantha, Patricia Clifford, era Sir Bede Clifford, descendiente del rey Carlos II. Sus bisabuelos también incluyen a la escritora Enid Bagnold y su esposo Sir Roderick Jones, director de Reuters. A través de su tatara-tatara-tatarabuelo Sir Robert Sheffield, cuarto barón, es prima cuarta de Pamela Harriman, primera esposa del hijo de Winston Churchill, Randolph Churchill. Este antepasado de Sheffield fue diputado por el mismo distrito electoral que Thomas Corbett (diputado de Lincolnshire), también antepasado.
La familia de Samantha Cameron también posee una gran finca en Yorkshire llamada Sutton Park.

## Educación
Se educó en el Camberwell College of Arts, el cual tiene un título de Negocios.

## Vida personal
Samantha y David Cameron se casaron el 1 de junio de 1996 en la Iglesia de San Agustín de Canterbury en East Hendred, Inglaterra, cinco años antes de que él fuera elegido diputado por Witney por primera vez en las elecciones generales de 2001.
La pareja tiene cuatro hijos: 
- Ivan Reginald Ian Cameron (8 de abril de 2002, Hammersmith and Fulham, Londres - 25 de febrero de 2009, Paddington, Londres), este nació con una rara combinación de parálisis cerebral y epilepsia severa y murió a la edad de seis años en el Hospital St Mary's de Londres.
- Nancy Gwen Beatrice Cameron (nacida el 19 de enero de 2004, Westminster, Londres),
- Arthur Elwen Cameron ( nacida el 14 de febrero de 2006, Westminster) y
- Florence Rose Endellion Cameron (nacida el 24 de agosto de 2010, Cornwall). El tercer nombre de la última hija de Samantha Cameron, Endellion, proviene del pueblo de Cornualles de St Endellion; nació temprano en el Royal Cornwall Hospital mientras los Cameron estaban de vacaciones en Cornwall.[9][10][11]

## Trabajo y política
Samantha Cameron se desempeñó como directora creativa en la marca británica de accesorios Smythson of Bond Street, desde 1997 hasta mayo del 2010, y ganó un premio de la revista British Glamour a la mejor diseñadora de accesorios en el 2009.  Asumió una función de consultoría creativa a tiempo parcial en Smythson después de que su esposo se convirtiera en primer ministro.
Del 2011 al 2015, Cameron estuvo en el panel de jueces del Vogue Fashion Fund junto a Victoria Beckham, Alexandra Shulman y Lisa Armstrong. Se desempeñó como embajadora del British Fashion Council y desempeñó un papel destacado en la Semana de la Moda de Londres.
En 2017, Cameron fundó Cefinn, una marca de moda femenina contemporánea con sede en Londres que lanzó su primera colección en febrero de ese año. El nombre Cefinn (pronunciado 'Seffin') es un acrónimo de los nombres de sus cuatro hijos, Ivan, Nancy, Elwen y Florence, entre la primera y la última letra de Cameron.